# Gare de Martigny-les-Bains
La gare de Martigny-les-Bains est une gare ferroviaire française de la ligne de Merrey à Hymont - Mattaincourt, située sur le territoire de la commune de Martigny-les-Bains, dans le département des Vosges, en région Grand Est.
C'est une halte voyageurs de la Société nationale des chemins de fer français (SNCF) desservie par des trains TER Grand Est.

## Situation ferroviaire
Établie à 369 mètres d'altitude, la gare de Martigny-les-Bains est située au point kilométrique (PK) 53,597 de la ligne de Merrey à Hymont - Mattaincourt, entre les gares de Lamarche et de Contrexéville.

## Service des voyageurs

### Accueil
C'est une halte SNCF, point d'arrêt non géré (PANG) à entrée libre.
La traversée des voies et le passage d'un quai à l'autre s'effectuent par le passage à niveau routier.

### Desserte
Martigny-les-Bains était une halte du réseau TER Grand Est, desservie par des trains régionaux de la relation Nancy-Ville - Culmont-Chalindrey.

### Intermodalité
Le stationnement des véhicules est possible à proximité.

## Patrimoine ferroviaire
Le bâtiment voyageurs (BV), la halle à marchandises la base en pierre de deux châteaux d'eau sont présents sur le site en 2021. Le BV correspond au type standard pour gares secondaires de la Compagnie des chemins de fer de l'Est. Il s'agit d'une construction aux façades d'aspect symétrique s'articulant autour d'un corps central de trois travées (deuc côté voies) avec deux ailes basses, dotées de deux travées largement espacées. Le bureau d'information touristique de la commune occupe l'ancienne salle des guichets.